# Santa María Nativitas, Aculco
Santa María Nativitas är en ort i Mexiko, tillhörande kommunen Aculco i den nordvästra delen av delstaten Mexiko, i den centrala delen av landet. Orten hade 1 474 invånare vid folkräkningen 2010.